# Бери (община, Швеция)
Вижте пояснителната страница за други значения на Бери.
Община Бери (на шведски: Bergs kommun) е разположена в лен Йемтланд, североизточна Швеция с обща площ 6184 km2 и население 7160 души (към 31 декември 2013). Административен център на община Бери е град Свенставик.